# Futbolo klubas Sveikata
Il Futbolo klubas Sveikata, meglio noto come Sveikata, è una società calcistica lituana, con sede a Kybartai. Il club è la più antica società calcistica esistente della Lituania e per tale motivo è membro del Club of Pioneers, associazione che accoglie le squadre più antiche di ogni nazione.

## Storia
Il club venne fondato nel 1919, risultando così il club più antico esistente della Lituania, con il nome Banga che cambiò in Sveikata l'anno seguente. Il club era formato da giocatori di quattro etnie diverse: lituani, tedeschi, russi ed ebrei. Nei primi anni della sua esistenza in Sveikata giocò incontri con squadre delle città vicine e della Prussia orientale.
Nella stagione 1930 il Sveikata accedette alla massima serie lituana, vincendo il girone di Sudovia ma perdendo le semifinali contro il LFLS Kaunas; il club rimase nella massima serie lituana sino al 1936.
Torna a giocare in massima serie nel 1942, quando la Lituania, a seguito dell'occupazione nazista, era parte del Reichskommissariat Ostland. 
Nel 1945 prende parte al primo campionato lituano sotto l'egida sovietica effettivamente concluso, la A Klase 1945.
Nel 1949 assume il nome di Žalgiris Kybartai, che cambiò in GKS Kybartai nel 1952 per poi tornare a Sveikata nel 1973.
Il club giocò più volte nel campionato di massima serie della Repubblica Socialista Sovietica Lituana compresa l'edizione del 1990 che fu contemporaneamente l'ultimo sotto il dominio sovietico che il primo della Lituania nuovamente indipendente.
Dopo aver giocato nella serie cadetta lituana, gioca ininterrottamente nella terza serie dal 1993.
Nel marzo 2019, in occasione del centenario della società, il Sveikata entra a far parte del Club of Pioneers, associazione che accoglie le più antiche società di ogni nazione.

## Palmarès

### Altri piazzamenti
- Campionato lituano:

Semifinalista: 1930
- II lyga:

Secondo posto: 2000-2001, 2016
Terzo posto: 1999-2000, 2001-2002